# リンゴ (お笑い芸人)
リンゴ（本名：美村 美紀、1961年（昭和36年）8月9日 - ）は、日本のお笑い芸人であり、お笑いコンビ「ハイヒール」のツッコミ担当。

## 経歴
大阪府枚方市出身。大阪府立寝屋川高等学校を卒業後は京都産業大学経済学部へ進学し卒業した。京都産業大学在学中に吉本興業の養成所であるNSCに通い出し、1982年に相方のモモコと共にお笑いコンビ「ハイヒール」を結成した。実家は裕福で会社経営などをしていたが、リンゴが漫才をしている事が発覚すると勘当され、実家とは父が死去するまで和解できなかったという。
芸名は太刀掛秀子による漫画の主人公の名前であるリンゴに由来している。またハイヒールの結成以前はNSC1期生在学中に短期間であるが「金井・西村」というコンビも組んでいた。
また2015年には國定浩一の下で聴講生として金融論を学び、知識を元に経済学を分かり易く解説した活動が評価され、大阪学院大学大学院商学研究科より名誉博士号が授与された。おおさか維新の会の支持者としても知られている。

## 人物
私生活では1995年に結婚し、夫の美村篤洋はリンゴより14歳年上のラジオ大阪のプロデューサー（当時）で、後に広告代理店を経営した。リンゴは初婚だが、夫は再婚である。夫は2022年6月13日に死去した。2人の間に子供はいない。ただしメディアで話す機会はないものの、夫に長男がいるという記事があったため連れ子はいた模様。
夫が死去した際には49日法要を終えるまで、異例ともいえる長期間レギュラー番組を休養した。

## 出演

### テレビ番組
現在
- ごきげんライフスタイル よ〜いドン!（関西テレビ）- 木曜日担当
- ノンストップ!（フジテレビ）- 火曜日担当
- くりぃむクイズ ミラクル9（テレビ朝日）- 不定期出演
- 旬感LIVE とれたてっ!（関西テレビ、2023年10月2日 - ）- 月曜レギュラー
- おはよう朝日です（ABCテレビ）- 隔週金曜日ゲストコメンテーター

過去
- べかこの自遊時間（朝日放送）※桂べかこと共に司会
- ワイドABCDE〜す（ABCテレビ）- 木曜レギュラー
- 痛快!エブリデイ（関西テレビ） - 木曜
- 2時ドキッ!（2000年7月 - 2004年3月、関西テレビ） - 木曜パネラー
- スッキリ!!（日本テレビ）
- おノロケ（2012年4月 - 9月、フジテレビ）
- 水野真紀の魔法のレストランR（毎日放送） - 準レギュラー
- ちちんぷいぷい（毎日放送）- 月曜日担当
- 胸いっぱいサミット!（関西テレビ）- 準レギュラー
- ワシんとこ・ポスト（BSよしもと）- 隔週月曜出演

### ラジオ番組
- ノムラでノムラだ♪ 木曜（MBSラジオ）
- サブロー・リンゴのむっちゃ元気!→ラジオよしもと むっちゃ元気!（ラジオ大阪）※リンゴのみ